# Us who went ahead
|  | Denne artikel er oprettet af botten Steenthbot ud fra en ekstern database. Den kan derfor have sproglige fejl eller mangler. Denne skabelon kan fjernes efter kontrol af indholdet. |

Us who went ahead er en dansk dokumentarfilm fra 2017 instrueret af Louise Leth.

## Handling
Filmen handler om to unge mænd, Tarek og Omair, der mødte hinanden på den farefulde flugt fra Syrien og blev venner for livet. 
Omair og Tarek ender på samme asylcenter i Hjørring, hvor Venligboerne tager sig godt af dem. Men Omair bliver pludselig udvist fra Danmark og flygter til Tyskland midt om natten.
Filmen følger Tarek der får mulighed for at etablere sig i Danmark; taler til demonstrationer og får en dansk kæreste. Alt imens Omairs liv er stagneret på et asylcenter.